# Teleste Oyj
Teleste Oyj ist ein finnischer Ausrüster für Kabelnetzbetreiber mit Sitz in Kaarina. Das Unternehmen wurde 1954 in Turku gegründet und ist an der Börse Helsinki gelistet (ISIN: FI0009007728). 2008 erzielte das Unternehmen mit 677 Mitarbeitern einen Umsatz von 108,7 Millionen Euro.

## Geschäftsbereiche
Teleste ist in zwei Geschäftsbereiche unterteilt:
- Broadbank Cable Networks: Das eigentliche Kerngeschäft als Produzent von Komponenten für Kabelnetzbetreiber.
- Video Networks: Hardware, Software und Dienstleistungen in den Bereichen Videoüberwachung (CCTV) und Sicherheit.